# Volejbol'nyj klub Dinamo Krasnodar 2011-2012
Questa voce raccoglie le informazioni riguardanti la Volejbol'nyj klub Dinamo Krasnodar nelle competizioni ufficiali della stagione 2011-2012.

## Organigramma societario
Area direttiva
- Presidente: Sergej Kučeruk
- Direttore sportivo: Ruslan Olichver

Area tecnica
- Allenatore: Jurij Maričev

## Rosa
| N° | Nome                | Ruolo | Data di nascita  | Nazionalità sportiva |
| -- | ------------------- | ----- | ---------------- | -------------------- |
| 1  | Artëm Zelenkov      | L     | 6 agosto 1987    | Russia               |
| 2  | Denys Čaus          | C     | 1º maggio 1983   | Russia               |
| 3  | Vladimir Chil'čenko | C     | 2 maggio 1983    | Russia               |
| 4  | Sergej Chorošev     | C     | 30 maggio 1982   | Russia               |
| 5  | Simon Tischer       | P     | 24 aprile 1982   | Germania             |
| 6  | Elvis Contreras     | S     | 16 maggio 1979   | Rep. Dominicana      |
| 7  | Leonid Kuznecov     | C     | 7 agosto 1983    | Russia               |
| 8  | Vladislav Žloba     | P     | 2 marzo 1982     | Russia               |
| 9  | Stanislav Erëmin    | S     | 23 giugno 1985   | Russia               |
| 10 | Roman Jakovlev      | O     | 13 agosto 1976   | Russia               |
| 11 | Jurij Zin'ko        | S     | 1985             | Russia               |
| 12 | Aleksandr Janutov   | L     | 19 giugno 1983   | Russia               |
| 13 | Nikolaj Leonenko    | S     | 19 dicembre 1984 | Russia               |
| 15 | Denis Zemčënok      | O     | 11 agosto 1987   | Russia               |
| 16 | Peter Pláteník      | S     | 16 marzo 1981    | Rep. Ceca            |

## Statistiche

### Statistiche di squadra
| Competizione    | Punti | In casa | In casa | In casa | In trasferta | In trasferta | In trasferta | Totale | Totale | Totale |
| Competizione    | Punti | G       | V       | P       | G            | V            | P            | G      | V      | P      |
| --------------- | ----- | ------- | ------- | ------- | ------------ | ------------ | ------------ | ------ | ------ | ------ |
| Superliga       | 17    | 11      | 5       | 6       | 12           | 6            | 6            | 23     | 11     | 12     |
| Coppa di Russia | -     | -       | -       | -       | -            | -            | -            | 14     | 8      | 6      |
| Challenge Cup   | -     | 3       | 3       | 0       | 3            | 2            | 1            | 6      | 5      | 1      |
| Totale          | -     | 14      | 8       | 6       | 15           | 8            | 7            | 43     | 24     | 19     |

G = partite giocate; V = partite vinte; P = partite perse

### Statistiche dei giocatori
| Giocatore     | Superliga | Superliga | Superliga | Superliga | Superliga |
| Giocatore     | P         | PT        | AV        | MV        | BV        |
| ------------- | --------- | --------- | --------- | --------- | --------- |
| D. Čaus       | 23        | 188       | 121       | 49        | 18        |
| V. Chil'čenko | 9         | 12        | 8         | 2         | 2         |
| S. Chorošev   | 23        | 163       | 71        | 65        | 27        |
| E. Contreras  | 17        | 245       | 216       | 9         | 20        |
| S. Erëmin     | 19        | 105       | 84        | 5         | 16        |
| R. Jakovlev   | 23        | 276       | 250       | 18        | 8         |
| A. Janutov    | 23        | 1         | 1         | 0         | 0         |
| L. Kuznecov   | 17        | 19        | 10        | 9         | 0         |
| N. Leonenko   | 20        | 168       | 128       | 19        | 21        |
| P. Pláteník   | 4         | 50        | 42        | 5         | 3         |
| S. Tischer    | 22        | 48        | 19        | 24        | 5         |
| A. Zelenkov   | 10        | 2         | 0         | 2         | 0         |
| D. Zemčënok   | 19        | 151       | 135       | 7         | 9         |
| J. Zin'ko     | 9         | 19        | 17        | 2         | 0         |
| V. Žloba      | 20        | 27        | 13        | 9         | 5         |

P = presenze; PT = punti totali; AV = attacchi vincenti; MV = muri vincenti; BV = battute vincenti

NB: Non sono disponibili i dati relativi alla Coppa di Russia, alla Challenge Cup e, di conseguenza, quelli totali